# Teatro Simón Rodríguez
El Teatro Simón Rodríguez es el nombre que recibe un espacio cultural ubicado en la urbanización Simón Rodríguez de la parroquia el Recreo, en el Municipio Libertador del Distrito Metropolitano de Caracas. Cerca se encuentra el Teleférico de Caracas y la Avenida Boyacá. Recibe el nombre del filósofo y educador venezolano Simón Rodríguez.

## Teatro
El teatro fue declarado patrimonio histórico nacional, y fue inaugurado en el gobierno del general Marcos Pérez Jiménez en la década de 1950 con el diseño del arquitecto venezolano Carlos Raúl Villanueva.